# 홍의호

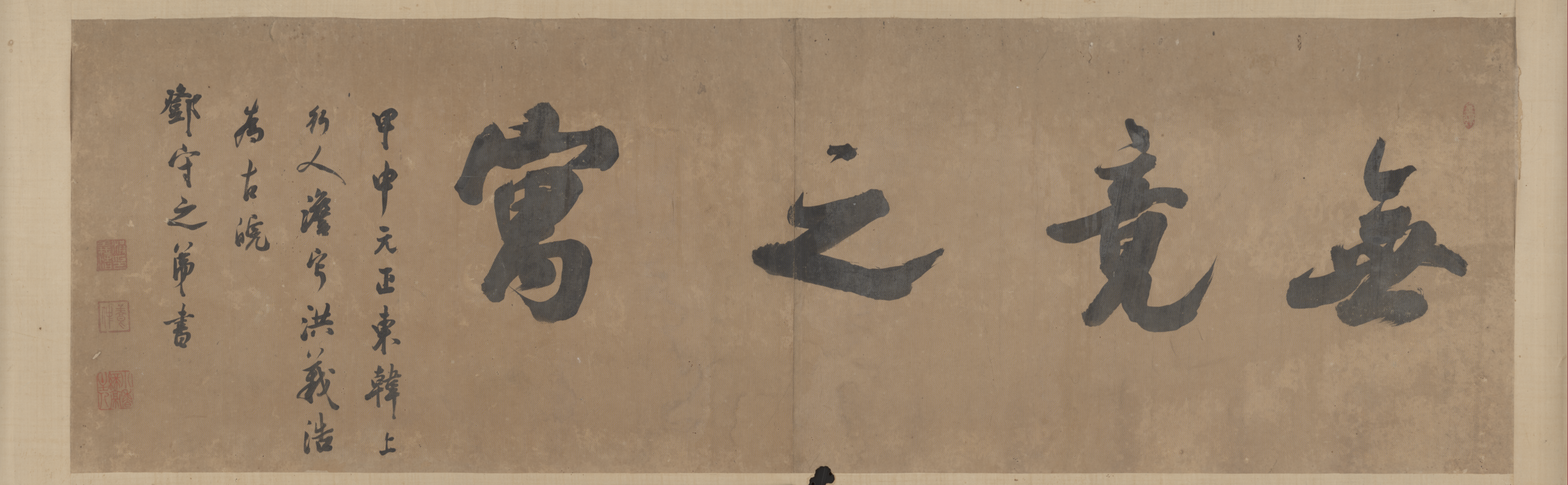
홍의호의 글씨

홍의호(洪義浩, 1758년 ~ 1826년)는 조선 후기의 문신이다. 자는 양중(養仲),호는 담녕(澹寧), 시호는 정헌(正憲)이다. 본관은 풍산(豊山).